# Fearless Hyena Part II
Fearless Hyena Part II (en español: La hiena intrépida parte 2) es una película de artes marciales de 1983 rodada en Hong Kong, dirigida por Chan Chuen, producida por Lo Wei y protagonizada por Jackie Chan. Se trata de la segunda parte de la película The Fearless Hyena, dirigida por el propio Chan en 1979.
Cuando el productor de cine Willie Chan dejó la compañía Lo Wei Motion Picture para unirse a Golden Harvest, aconsejó a Jackie Chan que decidiera si quedarse o no con Lo Wei. Chan comenzó a trabajar en la película, pero luego rompió su contrato y se unió a Golden Harvest. Esto llevó a Lo a chantajearlo con las tríadas y a culpar a Willie Chan por la partida de su estrella. La disputa se resolvió con la ayuda del actor y director Jimmy Wang Yu, lo que le permitió a Chan quedarse en Golden Harvest. Para completar la película, Lo contrató dobles para tomar el lugar de Chan en el resto de la cinta y utilizó tomas alternativas y tomas reutilizadas de la primera película. Chan menciona que el producto final de la película fue tan malo que incluso trató de evitar que se liberara yendo a la corte, pero Lo lanzó la película independientemente para evitar que esto ocurriera.

## Sinopsis
Dos primos, Cheng Lung (Jackie Chan) y Tung (Austin Wai), se reúnen para vengar la muerte de sus padres, que fueron asesinados por dos rivales.

## Reparto
- Jackie Chan como Cheng Lung.
- Dean Shek como Shek Earth.
- Yam Sai-koon como Heaven Devil.
- Kwan Yung-moon como Earth Devil.
- James Tien como Ching Chun-nam.
- Chan Wai-lau como Ching Chun-pei.
- Austin Wai como Tung.
- Jacky Chang como Cheng Lung.